# Motta Camastra
Motta Camastra là một đô thị ở tỉnh Messina trong vùng Sicilia của Italia, có vị trí cách khoảng 160 km về phía đông của Palermo và vào khoảng 45 km về phía tây nam của Messina. Tại thời điểm ngày 31 tháng 12 năm 2004, đô thị này có dân số 868 người và diện tích là 25,3 km².
Đô thị Motta Camastra có các frazione (subdivision) Fondaco Motta e San Cataldo.
Motta Camastra giáp các đô thị: Antillo, Castiglione di Sicilia, Francavilla di Sicilia, Graniti.